# Jason Verrett
(en) Statistiques sur pro-football-reference
Jason Verrett, né le 13 mai 1991 à Fairfield en Californie, est un joueur américain de football américain évoluant au poste de cornerback.

## Biographie

### Carrière universitaire
Il étudie à la Texas Christian University et joue alors pour les Horned Frogs de TCU.

### Carrière professionnelle
Il est sélectionné à la 25e place de la Draft 2014 par les Chargers de San Diego.

#### Saison 2014
À son année recrue, il participe à six matchs. Il rate les dix derniers matchs de la saison en raison d'une blessure à l'épaule. Il cumule 18 tacles et une interception.
Il réalise sa première interception 12 octobre 2014 face aux Raiders d'Oakland.